# Charmosyna pulchella
Il lorichetto fatato (Charmosyna pulchella Gray, 1859) è un uccello della famiglia degli Psittaculidi.

## Descrizione
Lorichetto dalla colorazione base verde nelle parti superiori, rossa in quelle inferiori, si presenta con due sottospecie molto simili: C. p. pulchella e C. p. rothschildi (che ha colorazione generale più scura, un collare verde macchiettato di giallo sul petto molto evidente, e la macchia nera del capo più accentuata). Si presenta con testa, parti inferiori e punta della coda rossi, macchia nera sulla nuca, striatura gialla sul petto con leggera banda verde sottostante, groppone blu, sopraccoda, ali e calze verdi. C'è un certo dimorfismo sessuale: la femmina ha una macchia gialla sul groppone. Gli immaturi hanno il petto scagliato di verde, becco e iride bruni. Ha taglia attorno ai 18 cm.

## Distribuzione
Vive in Nuova Guinea dove è abbastanza numeroso; come molti uccelli di montagna si adatta male alla cattività e infatti in questa condizione è raro.

## Biologia
Abita le foreste di montagna tra gli 800 e i 2000 metri, dove si muove in coppie o in piccoli gruppi alla ricerca di alberi fioriti dove nutrirsi. Ha volo veloce e diretto. Il periodo riproduttivo va da dicembre a gennaio, ma Rand riporta di due femmine deponenti ancora in aprile; le uova sono 2 e vengono covate da entrambi i membri della coppia per 25 giorni; i piccoli si involano a circa 2 mesi dalla schiusa.